# Final Destination 6: Bloodlines
Final Destination 6: Bloodlines ist ein US-amerikanischer Horrorfilm der Regisseure Zach Lipovsky und Adam B. Stein im Vertrieb von Warner Bros. Entertainment, der am 15. Mai 2025 in die deutschen und am darauffolgenden Tag in die US-amerikanischen Kinos kam. Es handelt sich nach Final Destination 5 (2011) um den sechsten Teil der Final-Destination-Reihe, die Hauptrolle übernimmt Kaitlyn Santa Juana.

## Handlung
Im Jahr 1968 fährt Paul Campbell mit seiner Freundin Iris zur Eröffnung des Aussichts- und Restaurantturms Skyview Tower. Auf dem Dach macht er ihr einen Heiratsantrag und sie enthüllt ihm, dass sie schwanger ist. Beim wiederholten Aufstampfen von Tanzenden zerbricht der Glasboden des Restaurants und neben anderen stürzt Paul hinab. Ein Gasaustritt, hervorgerufen durch eine hinabgeworfene Cent-Münze, und eine Flambierpfanne verursachen eine Explosion; die Treppe und der Fahrstuhl stürzen unter Belastung der in Panik Fliehenden ein; die Restaurantplattform kippt und fällt auseinander. Nur noch Iris und ein kleiner Junge bleiben übrig, bis schließlich auch sie in den Tod stürzt.
Dies ist ein Albtraum, den die College-Studentin Stefani Reyes jede Nacht seit zwei Monaten hat. Sie weiß nur, dass ihre Großmutter auch Iris heißt. Also fährt sie nach Hause zu ihrem Vater Marty und ihrem jüngeren Bruder Charlie. Ihre Mutter Darlene, Iris’ Tochter, hat die Familie vor Jahren verlassen. Mit Charlie geht Stefanie zu ihren Cousins, der Familie Campbell von Iris’ Sohn Howard. Der sagt ihr, Iris sei übergeschnappt und habe überall nur noch Anzeichen für den Tod gesehen; sie habe sich isoliert, ihnen aber immer noch Briefe mit Todesanzeigen geschickt. Durch diese Briefe findet Stefanie die Adresse zu Iris in einer mit einem Tor und Zäunen gesicherten Hütte am Wald, die sie seit Jahrzehnten nicht verlassen hat. Iris erklärt ihr, dass sie Momente vor Pauls Antrag eine Vision einer Katastrophe hatte, daraufhin die Cent-Münze an sich genommen und vor dem Glasboden gewarnt hat, wodurch alle gerettet wurden und das Restaurant nie eröffnet wurde. In den folgenden Jahren verfolgte Iris, wie die Gäste und deren Familien nach und nach starben, studierte die Tricks des Todes und hielt ihre Erkenntnisse in einem Buch fest, das sie Stefani übergibt. Um Stefani zu überzeugen, dass der Tod hinter ihnen her ist, tritt Iris aus ihrer Hütte und wird durch eine in ihren Kopf eindringende Wetterfahne getötet.
Auf der Beerdigung von Iris erscheint überraschend auch Darlene in ihrem Van. Am Nachmittag grillt die Familie zusammen im Garten der Campbells, als Darlene mit selbstgebackenen Keksen erscheint – Cousin Bobby ist allerdings allergisch gegen Erdnüsse. Indes liest Stefanie Iris’ Buch, in dem sie unter anderem den Hinweis „JB hat jemanden gefunden, der überlebt hat“ findet. Als sie ein Anzeichen für einen kommenden Tod sieht, fährt sie zu den anderen, kommt aber zu spät. Howard fällt nach dem Tritt auf eine Glasscherbe auf dem Rasen zu Boden und ein Rasenmäher fährt über sein Gesicht. Stefani erklärt der Familie Iris’ Notizen, dass der Tod sich die Nachfahren der Skyview-Gäste holt, weil sie nicht existiert hätten, wenn ihre Vorfahren im Turm gestorben wären. Nach Stefanis Theorie nehme der Tod sich zuerst den Zweig von Iris’ älterem Kind vor. Dies ergibt die Reihenfolge Howard, seine Kinder Erik, Julia, Bobby und dann Darlene, Stefani und Charlie. Marty und Howards Frau Brenda seien nicht betroffen, weil sie nicht mit Iris blutsverwandt sind. Aber niemand glaubt Stefani.
Während Erik nachts im Tattooshop arbeitet, bricht ein Feuer aus. Am nächsten Morgen machen Stefani und Charlie sich Sorgen um Erik und erfahren vom Feuer, doch dann begegnet ihnen Erik, der es relativ unversehrt überstanden hat. Die Gefahren, die Stefani Erik voraussagt, treffen stattdessen Julia. Sie landet in einem Müllwagen und wird zerquetscht, obwohl Stefani versuchte, sie herauszuziehen. Als Erklärung, warum nicht Erik an der Reihe war, gesteht Brenda, dass sie einmal eine Affäre hatte und Howard nicht Eriks Vater ist. Nun sei der Nächste Bobby. Als Stefani den Hinweis auf JB erwähnt, erinnert Darlene sich, dass ihre Mutter den Namen genannt habe und er in einem Krankenhaus arbeite. Dort stellt sich dieser als William Bludworth heraus. Er war der kleine Junge im Skyview und hat sich in den folgenden Jahren mit Iris über den Tod ausgetauscht und weitere Fälle solcher Visionen verfolgt. Dadurch kennt er zwei Wege, den Tod aufzuhalten: entweder man bringt jemanden um, um dessen Lebenszeit zu erhalten, oder man stirbt und wird wiederbelebt, wie bei Kimberly Corman (in Final Destination 2) geschehen. Erik fasst den Plan, Bobby durch eine allergische Reaktion sterben zu lassen und ihn schnell genug in die Notaufnahme zu bringen, damit er wiederbelebt werde. Doch eine MRT-Maschine wird versehentlich angeschaltet und überladen, sodass sie Eriks Piercings und einen Rollstuhl hinter ihm anzieht, der Erik gegen die Maschine presst und zerquetscht. Bobby kann sich selbst rechtzeitig den EpiPen setzen, aber eine magnetisch angezogene Transportspirale aus dem Snackautomat dringt in seinen Kopf. Auf die Frage, warum es diesmal auch Erik erwischt hat, entgegnet Stefani einen Spruch von Bludworth, dass Erik sich durch seinen Plan mit dem Tod angelegt habe.
Stefani, Charlie und Darlene glauben, dass sie in Iris’ Hütte sicher sein können, aber Darlene meint, dass nur sie sich dort einzuschließen braucht, denn solange sie am Leben sei, werde der Tod sich nicht ihre Kinder vornehmen. Auf dem Krankenhausparkplatz fällt die Cent-Münze aus Iris’ Buch und eine Seniorin hebt sie auf. Stefani fährt zu Iris’ Hütte und durchbricht mit dem Van das Tor, wodurch aber ihr Sicherheitsgurt verklemmt. Die Hütte explodiert und der Van fällt in einen Teich; ein Pfahl fällt auf Darlene. Charlie kann Stefani freischneiden und durch Herz-Lungen-Wiederbelebung retten.
Eine Woche später ist Charlies Schulabschlussball. Als er seine Freundin abholen will, erklärt deren Vater, ein Sanitäter, dass Stefani nur bewusstlos gewesen sein und nicht kurzzeitig gestorben sein könne, wodurch die Geschwister erkennen, dass sie noch nicht sicher vor dem Tod sind. Durch die Cent-Münze verursacht entgleist in dem Moment ein Güterzug und schlittert in die Nachbarschaft. Stefani und Charlie können vor ihm davonlaufen, doch sie werden von Holzstämmen, die der Zug transportiert hat, tödlich getroffen.

## Produktion

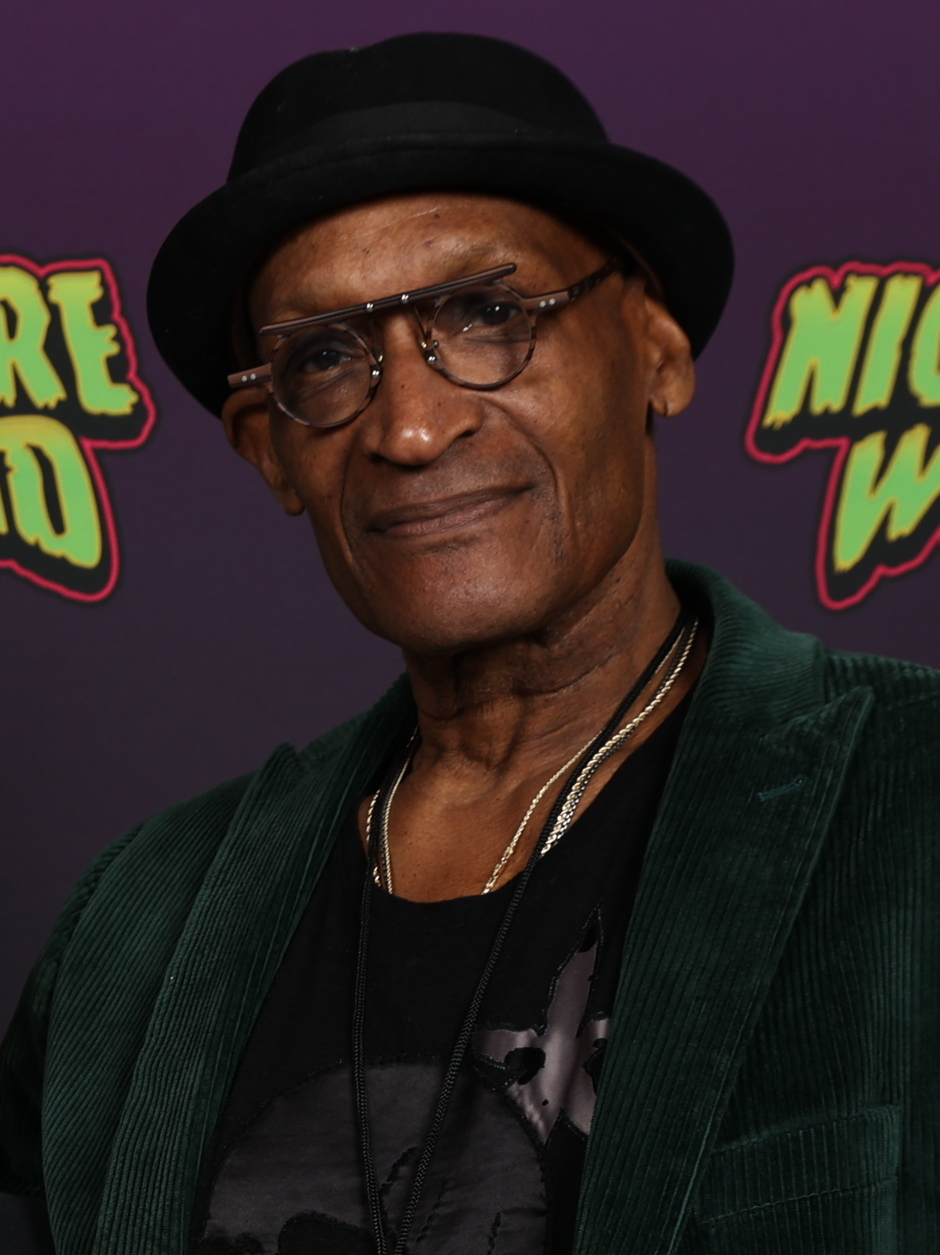
Tony Todd ist posthum zum vierten Mal als William Bludworth zu sehen.

Vor der Veröffentlichung von Final Destination 5 (2011) stellte Tony Todd, der einzige wiederkehrende Darsteller in allen bisherigen Filmen des Franchises, in Aussicht, dass im Falle des Erfolgs der Fortsetzung ein sechster sowie ein siebter Teil back-to-back gedreht würden. Im Januar 2019 kündigte New Line Cinema offiziell einen sechsten Teil an, als Autoren wurden Patrick Melton und Marcus Dunstan verpflichtet. Diese wurden jedoch im Oktober 2021 durch Lori Evans Taylor ersetzt, welche das Drehbuch mit Guy Busick schrieb; zudem schloss sich im Januar 2022 Jon Watts als Produzent an, der ebenfalls die Geschichte für den Film lieferte. Im September 2022 wurden mit Zach Lipovsky und Adam B. Stein die Regisseure des Filmes verpflichtet.
Todds Rückkehr bestätigte man im September 2023, er verkörpert wie in drei vorherigen Filmen des Franchises den mysteriösen William Bludworth; für ihn ist es zudem die letzte Filmrolle, da er im November 2024 verstarb.  Im März 2024 wurden Brec Bassinger, Teo Briones, Kaitlyn Santa Juana, Richard Harmon, Anna Lore, Owen Patrick Joyner, Max Lloyd-Jones, Rya Kihlstedt und Tinpo Lee als übrige Besetzung für den Film verpflichtet.
Die Dreharbeiten mit Kameramann Christian Sebaldt erfolgten erst von März bis Mai 2024 in Vancouver, nachdem der SAG-AFTRA-Streik im Juli 2023 die Aufnahmen zur Pausierung zwang. Die Filmmusik komponierte Tim Wynn.
Ein erster Trailer wurde am 3. Februar 2025 veröffentlicht.

## Veröffentlichungen
Final Destination Bloodlines feierte seine Weltpremiere am 29. April 2025 in New York (Vorabvorführungen). Offiziell kam der Film am 15. Mai 2025 in die deutschen und einen Tag später in die US-amerikanischen Kinos. Den Vertrieb übernahm Warner Bros. Entertainment. Bereits am 14. Mai 2025 fanden die ersten Previews in den deutschen Kinos statt.
Warner veröffentlicht den Film in den USA am 17. Juli 2025 im VOD sowie am 22. Juli 2025 in Amarays (4K-UHD, Blu-ray oder DVD) und im Steelbook (4K-UHD, Blu-ray & digital). Am 14. August 2025 werden diese Editionen sowie zwei Steelbooks in deutscher Sprache veröffentlicht.

## Synchronisation
Die deutsche Synchronisation übernahm die Film- & Fernseh-Synchron GmbH in München. Dialogbuch und -regie stammen von Jan Odle.
| Darsteller          | Rolle                | Synchronsprecher   |
| ------------------- | -------------------- | ------------------ |
| Kaitlyn Santa Juana | Stefani Reyes        | Maresa Sedlmeir    |
| Teo Briones         | Charlie Reyes        | Max Schira         |
| Brec Bassinger      | Iris Campbell (jung) | Lisa May-Mitsching |
| Gabrielle Rose      | Iris Campbell (alt)  | Dagmar Dempe       |
| Richard Harmon      | Erik Campbell        | Sebastian Kempf    |
| Owen Joyner         | Bobby Campbell       | Nicolai Mondschein |
| Anna Lore           | Julia Campbell       | Johanna Giraud     |
| Rya Kihlstedt       | Darlene Reyes        | Madeleine Stolze   |
| Andrew Tinpo Lee    | Marty Reyes          | Pascal Breuer      |
| April Telek         | Brenda Campbell      | Stephanie Kellner  |
| Alex Zahara         | Howard Campbell      | Christian Weygand  |
| Max Lloyd-Jones     | Paul Campbell        | Sebastian Griegel  |
| Tony Todd           | William Bludworth    | Oliver Stritzel    |